# سيول جدة 2022
سُيُول جدة 2022 في نوفمبر 2022 تعرَّضت المملكة العربيَّة السُّعوديَّة لفيضانات ساحلية نتيجة هطول أمطار غزيرة. وكانت المنطقة الرئيسية المتضررة مدينة جدة حيث قتل شخصان؛ ونتيجة لذلك تأخرت الرحلات الجوية وأُغلقت المدارس، كما أُغلق الطريق الرئيسي المؤدي إلى مكة المكرمة. بلغ مُتوسط حجم المياه المُسجَّل 60 مل في أنحاء المدينة، في حين صرَّح المركز الوطني للأرصاد أنَّ كميَّات الأمطار المُسجلة في جنوب جدة 182 ملم، أما بلدية أم السلم فقد سجلت هطول 160 ملم.
تعرَّضت مناطق جدة والشعيبة لعواصف رعديَّة مصحوبة بأمطار غزيرة، وهبوب قوي للرياح السطحية تسبب في انعدام في الرؤية، ونتج من ذلك تساقط البرد مع جريان السيول ما تسبب في فيضانات داخل المدينة وخارجها. قامت السُلُطات بإغلاق عدد من الأنفاق، بجانب إغلاق طريق الحرمين.